# Pero Rodríguez de Lena
Pero Rodríguez de Lena (también citado como Pedro Rodríguez de Lena) fue un notario real de Castilla a mediados del siglo XV, que dejó escrito el Paso honroso de Suero de Quiñones, del cual fue testigo presencial.
Es éste un raro ejemplo de crónica medieval referida a un hecho aislado, de carácter caballeresco, que consistió en la defensa por parte de Don Suero de Quiñones y otros nueve caballeros del puente de Hospital de Órbigo (León) contra cualquier caballero que se atreviese a cruzarlo. Ocurrió el año 1434, entre el 10 de julio y el 9 de agosto, con el paréntesis del día de Santiago, del que se celebraba Año Santo. Setecientos combates tuvieron lugar en ese paréntesis, narrados en su Libro del Passo Honroso defendido por el excelente caballero Suero de Quiñones. Don Suero de Quiñones se obligó asimismo a llevar todos los jueves una argolla en señal de cautiverio amoroso por una dama que no nombró; para librarse de este cautiverio se obligó a esa hazaña.
El fraile franciscano Juan de Pineda compendió y remozó la obra para publicarla en Salamanca en 1588; se reimprimió esta versión en Madrid, 1783, y en 1902 el hispanista Archer Milton Huntington volvió a publicar ese resumen en edición facsímil en Nueva York; otra edición facsímil es la del medievalista Martín de Riquer en 1970. Más reciente es la edición de Amancio Labandeira Fernández (Madrid: Fundación Universitaria. Española, 1977).